# Micrathena gaujoni
Micrathena gaujoni är en spindelart som beskrevs av Simon 1897. Micrathena gaujoni ingår i släktet Micrathena och familjen hjulspindlar. Inga underarter finns listade i Catalogue of Life.